# Hardcore punk
El hardcore punk (traducible en español aproximadamente como punk duro, extremista o radical),a menudo llamado sencillamente hardcore, es un subgénero musical derivado del punk, que se originó en Estados Unidos y posteriormente en Reino Unido a finales de los años setenta.
Se caracteriza por la evolución de los aspectos más enérgicos del punk: tempos y compases rápidos, ritmos de batería veloces y agresivos, líneas de guitarras con pocos arreglos, amplificadas y con distorsión, un bajo eléctrico que por lo general dobla los acordes de la guitarra, y una voz casi gritada y rápida.
Del hardcore se derivan varios subgéneros como el hardcore melódico, el post-hardcore, el beatdown hardcore, el metalcore, el mathcore, el deathcore, el grindcore y el grunge.

## Orígenes

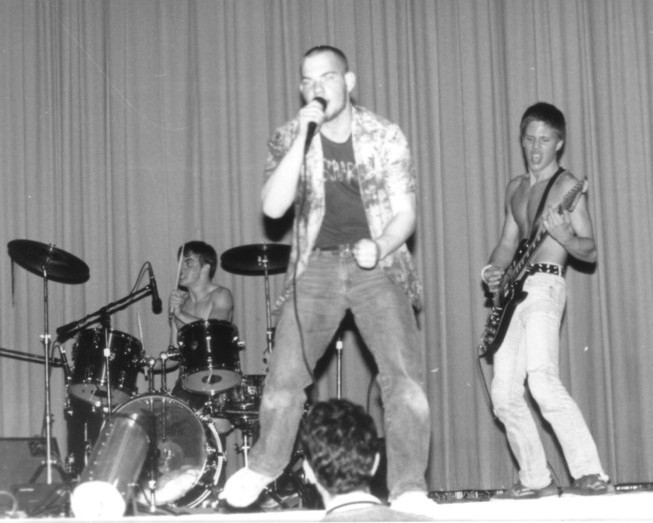
Siege, una banda de hardcore punk en concierto.

### Origen del hardcore
El hardcore se debe en parte al sonido de The Ramones, The New York Dolls, The Damned o The Sex Pistols, quienes sentaron las bases del punk y que más tarde sería una influencia clave para el hardcore y sus subgéneros. Una de las bandas más influyentes para el sonido del hardcore punk serían los ingleses The Damned, que destacaron por su velocidad y riffs. Además, diversas bandas de hard rock y heavy metal, como Black Sabbath o Motörhead, son comúnmente citadas como una influencia entre los primeros grupos del género. Entre 1978 y 1979, Black Flag introdujo cambios de notas rápidos y Bad Brains la velocidad en batería, usando además cambios de notas aún más rápidos que los de Black Flag.
Se considera que Bad Brains, formado en 1977, es el primer grupo de hardcore punk. En 1978, una banda punk alternativa de Orange County, California, llamada Middle Class, grabó Out of Vogue, considerado el primer EP del género. El término hardcore punk se generalizó después de la aparición del LP Hardcore '81 de la banda canadiense DOA, publicado en 1981.
Inglaterra contribuiría al estilo con el "d-beat", nacido en el año 1980 aproximadamente, creado por Discharge.

### La velocidad y las "canciones cortas"

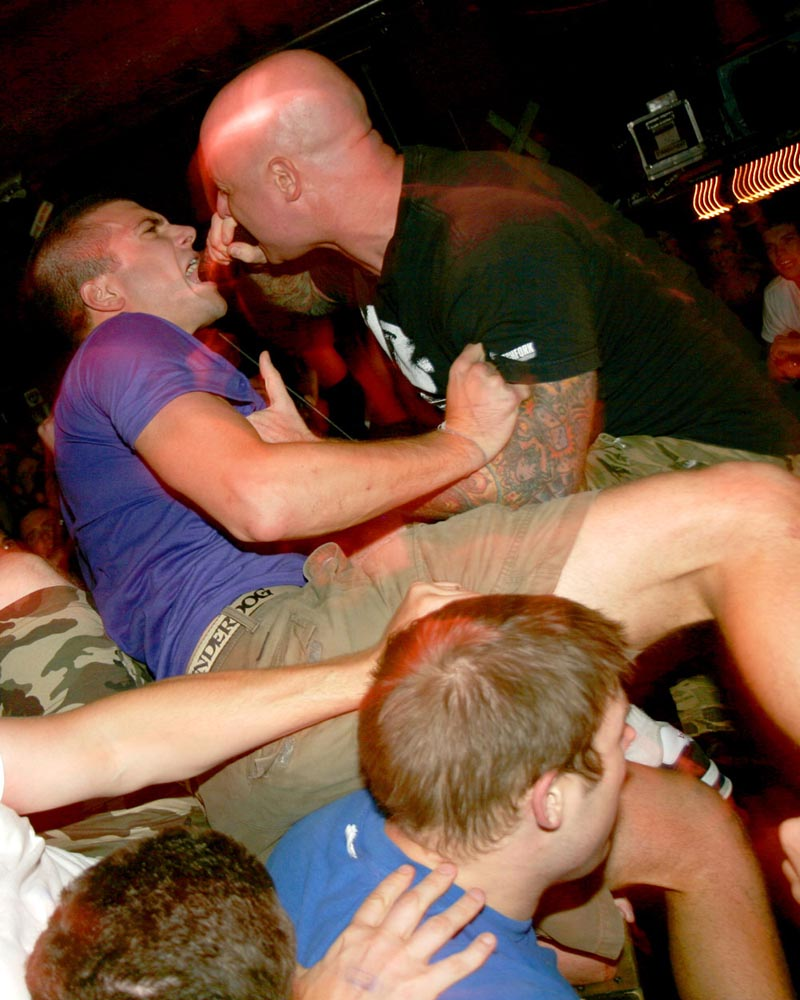
Baile: pogo y stage diving en un concierto de una banda de hardcore.

La característica técnica y expresiva fundamental del hardcore es la velocidad de los ritmos, aplicando compases de batería parecidos a los que utilizan otros géneros musicales como el folk, el country o el rockabilly en sus canciones de baile. Muchas canciones de hardcore no llegan a los habituales tres minutos del formato de canción popular. Esto crea un ambiente musical frenético, que en los conciertos se expresa a través de los bailes pogo, stage diving y slam o mosh, fomentando un ambiente cargado de energía. Además, la expresividad del hardcore ha inspirado temáticas motivacionales en las letras del punk.
Como detalle peculiar, cabe destacar que el hardcore es quizá una de las pocas fuentes del rock en que, inspiradas por la velocidad, aparecen discos de canciones de duración cercana al minuto e incluso muchas canciones de duración inferior a un minuto. Tanto los grupos pioneros como los grupos de los diversos géneros en los que derivó el hardcore han practicado y practican este formato especial.
Muchas composiciones condensan en ese intervalo una estructura completa de canción de rock, con varias estrofas y estribillos. Incluso hay canciones de tres estribillos que no alcanzan el minuto de duración, como en el disco Dirty Rotten EP de D.R.I., el cual hoy en día, se clasifica en el subgénero llamado thrashcore.
Algunos discos clásicos de hardcore cuentan hasta con 30 de estas rápidas y enérgicas canciones, e incluso más, en un LP corto. Es bastante común encontrarse con discos de entre 10 y 20 temas que no llegan a los 20 minutos de duración total, como el larga duración de la banda barcelonesa Rouse, o algunas ediciones de los suecos Misconduct.
En otros casos, no llega a ser apenas una canción, quedando más bien en una intervención sonora con banda de rock, incluso de apenas unos segundos, como puede ser el tema "Caos" de los brasileños Ratos de Porão, e incluso de grandes porciones de discos de grindcore. La banda estadounidense de grindcore Anal Cunt, grabó un disco de llamado 5643 Song EP ("El EP de 5643 Canciones") que, increíblemente, tiene 5643 canciones en menos de 15 minutos.
Puede considerarse un formato propio característico dentro del subgénero, hasta el punto de que la discográfica Fat Wreck Chords editó a finales de los años 1990 el disco Short Music for Short People, disco compacto que recopila 101 canciones clásicas y de nuevo cuño, de otros tantos grupos, ninguna de ellas sobrepasando una ejecución de 30 segundos.

## Evolución y subgéneros

### Evolución del sonido hardcore
En los años 80 una vertiente del hardcore tomó mayor influencia del thrash metal, y se popularizó en los circuitos y publicaciones de heavy metal por bandas como D.R.I. y Suicidal Tendencies, conocido como crossover thrash, esto sentó precedentes para estilos más fuertes de fusión de metal, hardcore y punk, metalcore, deathgrind, crust punk etc.
Influidos por el d-beat de Discharge, que es una forma de hardcore algo más rápido que el original, aparecieron también estéticas sonoras, aunque más rápidas e intensas, como el crust punk y, de este, el grindcore, caracterizadas por una sobrecarga de los elementos definitorios de hardcore: velocidad, distorsión y voces fuertes, a menudo con expresiones guturales, desgarradas o terroríficas.
A pesar de existir una tendencia mayoritaria hacia la intensificación de la estética sonora, también algunas líneas tienden al refinamiento de la musicalidad, como el hardcore melódico: igual de fuerte y rápido, pero incluyendo melodías trabajadas en la intervención vocal y armonías de varias voces y algunas notas de guitarra. Los primeros discos conocidos como hardcore melódico son Suffer y No Control de Bad Religion. Este género dio origen a un filón musical y un estilo de producción de estudio más tarde imitados y desarrollados por otras bandas de California, y que motivaría un resurgimiento comercial del punk y una nueva expansión de la subcultura del punk en todo el mundo en los años 1990.
Otros sonidos basados en el refinamiento del punk son el post-hardcore, el pop punk, indie rock y el emo, los cuales recogen herencias de la música de Hüsker Dü.

### La vieja y la nueva escuela
Dentro de los géneros duros se suele hablar de "old school" (vieja escuela) y "new school" (nueva escuela), aunque no existe una opinión unánime acerca de la definición.
Una de las interpretaciones pretende diferenciar el género más cercano al punk del hardcore en el periodo comprendido entre 1985 y 1988 en la ciudad de Nueva York, basado en la fórmula original popularizada desde 1978 por Bad Brains, en comparación con géneros de la década de l990, que combinaron tempos más lentos y fórmulas de ejecución y expresión propios del metal.
La evolución de la dureza del sonido hardcore a fines de la década de los años 80 tendió a una diversificación de los ritmos y a la adaptación de recursos típicos del heavy metal y el thrash metal. Aparece lo que se conoce como metalcore o "new school hardcore", en un principio llamada metallic hardcore. Esta influencia fue marcándose progresivamente: baterías con ritmos cortantes y técnicas de doble bombo, guitarras con una distorsión mucho más marcada y cortante, voces algo guturales y con partes lentas influenciado por el género del heavy metal. Véanse bandas como Bane, Botch, Cave In, Coalesce, Converge, Deadguy, Disembodied, Earth Crisis, Hatebreed, Integrity, Kiss It Goodbye, Madball, Refused, Rorschach, Strife, The Dillinger Escape Plan, Unbroken, Vision of Disorder y Zao.
Paulatinamente se popularizaron ritmos más variados y canciones complejas, con varias partes o movimientos. A esta intensificación y diversificación responden también géneros como el emo (o emocore, abreviación de «emotional hardcore»). Las bandas emo o emotional hardcore difieren del hardcore convencional por sus guitarras más melódicas y complejas, incluso casi sinfónicas, un sonido de distorsión más cargado, y voces extremadamente expresivas o desgarradamente intensas. Algunas complementaban sus piezas con samplers y efectos electrónicos. El emo evolucionaría en los años 1990 en el género conocido como screamo, tomando influencia del grindcore. Bandas que le dieron forma a este género fueron Mohinder y Portraits of Past, hasta terminar en un sonido como el de Spirit of Versailles, Orchid o Saetia.

## El hardcore punk como subcultura
El hardcore y el punk conforman una heterogénea pero prolífica fuente de movimientos juveniles, artísticos, vecinales, sociopolíticos, así como también un ambiente de inspiración e intercambio de ideas e información. La difusión del hardcore ha estado muy ligada al skate y deportes similares.
La escena hardcore, como movimiento juvenil, se diferencia del punk por dejar atrás los esquemas e ideologías de tendencia destructiva, optando más por un ser un movimiento positivo y motivador.
El hardcore como pensamiento tiene una dinámica aún más propositiva y fuerte. Algunos jóvenes lo complementan con la apuesta a la política en espacios diversos. Muchas de las ideologías del punk siguen intactas en el hardcore.

## Escenas locales

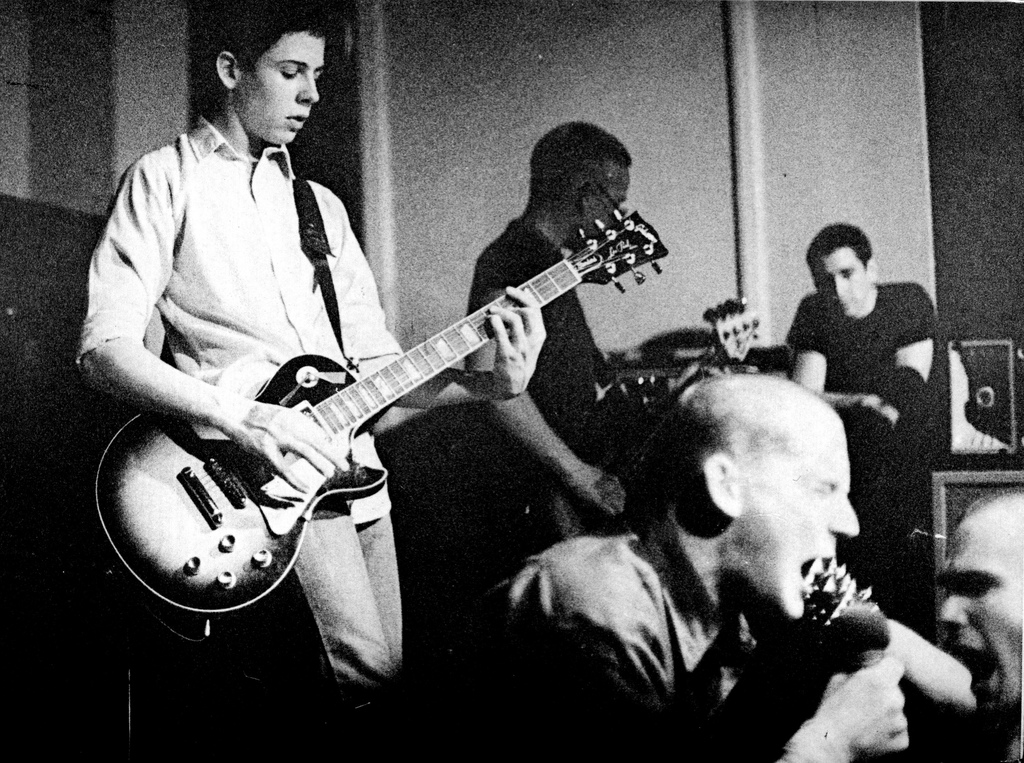
Concierto de Minos Threat, pioneros del movimiento.

Las escenas o ambientes donde se originó y desarrolló el hardcore fueron la ciudad de Nueva York, la ciudad de Los Ángeles, y Washington D.C., entre otras. Aunque tienen muchos rasgos comunes, sobre todo en las primeras épocas de los 70 y 80, cada una ha desarrollado su particular filosofía del hardcore.
Este fenómeno que se fue expandiendo hasta la costa este a ciudades como Washington D.C. donde había una escena local en la que las principales bandas eran Minor Threat y Bad Brains, quienes se mudaría a Nueva York influenciando bandas como Cro-Mags, Agnostic Front, Sick of it all, Gorilla Biscuits, Murphy's Law y los primeros Beastie Boys. Boston también fue escenario de un movimiento que dio bandas como Gang Green. El Hardcore también se expandió por el sur de los Estados Unidos dando bandas como Corrosion of Conformity (C.O.C) de Carolina del Norte y Dirty Rotten Imbeciles de Texas.
Algunas de las bandas pioneras serían también Circle Jerks (formados en 1979 por el antiguo vocalista de Black Flag, Keith Morris), Dead Kennedys, Crass, Minor Threat a las que después se sumarían bandas inglesas como Discharge, The Exploited, The Varukers, GBH, etc.
El movimiento hardcore representaba una forma de rebelión contra el orden establecido, enmarcado por el ascenso del neo-conservadurismo liberal en Estados Unidos de la mano de Ronald Reagan y Margaret Thatcher en Inglaterra. Una forma de vida alternativa a la sociedad mainstream.
Las figuras más reconocidas de este movimientos son Ian MacKaye de Minor Threat, Henry Rollins y Greg Ginn de Black Flag, H.R. de Bad Brains, Keith Morris quien cantaba en la formación original de Black Flag y después en Circle Jerks.

### Washington, D.C.
La escena hardcore de Washington, D.C. es la primera oleada del fenómeno hardcore y la más importante. Sucede a finales de la década de los años 70 y comienzos de los 80 en la capital estadounidense. Bandas como Bad Brains, Teen Idles o Minor Threat y el sello discográfico Dischord Records, fueron los abanderados del emergente fenómeno hardcore en la costa este de Estados Unidos y, posteriormente, en el resto del mundo.
Más tarde, las corrientes se propagarían a ciudades vecinas como Nueva York o Nueva Jersey.

### Nueva York
La música hardcore se convirtió en movimiento a partir de la aparición de la escena neoyorquina con bandas como Agnostic Front o Cro-Mags quienes le dieron la iniciativa al "estilo de vida". Además, se puede identificar una gran cercanía entre el movimiento hardcore y el movimiento skinhead, debido a que las bandas de hardcore de principios de los 80 estaban altamente influenciadas por la música oi!. Ejemplo de esto, además de las ya mencionadas, son bandas como Sham 69, The Last Resort, o Cock Sparrer.
Aunque este tipo de hermandad era muy común en los Estados Unidos, era principalmente en Nueva York donde se podía ver cómo los skinheads acudían a los shows de hardcore de la Gran Manzana. Claros ejemplos de este movimiento hardcore/skinhead eran bandas como Warzone, Agnostic Front, Cro-Mags y Madball, entre otras. Estas bandas son conocidas como "old school hardcore" (vieja escuela). Estas tenían influencias oi! y streetpunk, entre otras.
Esta cercanía con el movimiento skinhead fue fuertemente criticada durante el período 1985-1988, que se conoce como la "época dorada del hardcore", por los movimientos de pensamiento positivo, especialmente por la Youth Crew de Nueva York conformado por los miembros de bandas como Youth of Today, Side by Side, Gorilla Biscuits, Bold, entre otras. Bandas como Sick of It All, Blood for Blood o Kill Your Idols son de las bandas más consolidadas, así también como Murphy's Law, banda pionera dentro del New York hardcore.

### España
En España, entre los grupos más conocidos de hardcore están HHH, Subterranean Kids, TDeK, GRB, 24 Ideas y X-Milk entre otros, que se caracterizan por tener partes también de punk rápido, que demuestran el lazo entre el punk y el hardcore. Otros grupos a destacar serían El Corazón del Sapo, Nevergood, Nuevenoventaicinco, grupos de la escena aragonesa. Sin embargo, hay que nombrar a otros grupos, menos conocidos para el público general, pero no por ello menos importantes, tales como MG-15 y Último Gobierno, que tocaban d-beat, precursores de este género en el Estado; o también la oleada de grupos de hardcore catalán de los años 1980, como Anti/Dogmatikss, GRB, L'Odi Social, Subterranean Kids, HHH, Rouse y, ya en los años 1990, Corn Flakes, Innocents, Tropel Nat, 24 Ideas, X-Milk, Sowplot. En el País Vasco también hubo grupos ya clásicos referentes a este género como BAP!! (Brigada Anti Polizialak), Eskoria-tza, Soziedad Alkoholika o Ruido de Rabia, influenciadas por el metal. También cabe destacar a los comienzos de la escena más hardcore metal con grupos como Prap's. Aunque faltaría añadir a bandas que cambiaron mucho la escena en diferentes momentos, como 24 Ideas, banda de Barcelona que introdujo el New York Hardcore con influencia straight edge en el Estado; Alarma Social, grupo burgalés, uno de los primeros en salir fuera, Shorebreak con el fichaje en Good Life, parecía abrirse la escena estatal a Europa, cosa que después apenas se ha vuelto a ver; y también habría que destacar a todo el número y enorme cantidad de bandas de dentro del punk, hardcore, crust, etc. son las que más han conseguido que la escena estatal esté presente fuera de este país, bandas como Answer, Ictus, Machetazo, Looking For an Answer, ZInc, Ekkaia, Disface, Disflesh, Derrota Proud'z, Insomnio, Über, Horrör, Antiplayax, Black Panda, Alerta! y un larguísimo etc.

### México
La comunidad hardcore en México se considera a sí misma una familia. Con ya muchos años de existencia, tanto en la capital del país como en muchos otros estados, la escena hardcore en México crece con cada día que pasa, con la aparición de nuevas bandas innovando y al mismo tiempo retomando el género, más jóvenes uniéndose a la comunidad y a la escena, nuevos jóvenes straight edge y más foros para la difusión del género.
Algunas bandas de la escena hardcore punk en México son Espécimen, Solución Mortal, Histeria, Xenofobia, Massacre 68, Atoxxxico, Sedición (Guadalajara), Desobediencia Civil, Herejía, SS-20 Constructores del Odio, Overcoming the Fear y Kagada de Perro. Solución Mortal, procedente de Tijuana, Corroxxxion, Niños Suburbanos y Soldado Mexicano de Yucatán, se formaron a finales de 1981 y fueron una de las primeras bandas mexicanas hardcore punk en ser conocidas en el ambiente underground internacional, gracias a la cercanía de la ciudad con los Estados Unidos, sus contactos con la revista-fanzine Maximum RocknRoll y su participación en recopilaciones como World Class Punk (ROIR Tapes, 1984) y a la participación de Solución Mortal en el primer evento internacional en Los Ángeles, California durante las Olimpiadas de 1984. En la escena de Tijuana de principios-mediados de los años de 1980 había otras bandas activas, como Black Market. En la capital, México, D. F., después de los primeros tanteos a finales de los 1970 con bandas punk como Dangerous Rhythm o Size, a mediados de los 1980 la escena era muy reducida (con nombres como Rebel'd Punk y Síndrome del Punk) y todavía no se había impuesto la modalidad hardcore. Bandas propiamente hardcore comenzaron a publicar maquetas y discos a finales de la década: Histeria, banda que grabó varios demos, ensayos y grabaciones en vivo en 1986. Herejía que grabó varios demos caseros entre 1986 y 1988. Anti-Gobierno, Kkaaooss Subterráneo y Decadencia, bandas que publicaron demos y grabaciones en vivo para el año de 1987. Massacre 68 (ex Histeria), que publicaron su primera maqueta en 1987. Atoxxxico, que editaron un demo y un EP en 1987. SS-20 (con la excantante de Virginidad Sacudida), que sacaron un LP en 1989. Xenofobia que publicaría un EP en 1987, un LP en 1989 y varios demos entre esos años. Constructores del odio edita un ep en 1989 con el nombre de tortura auditiva orientándose más hacia el noisegrind/noisecore, posteriormente editan un demo en 1996 llamado coercion con un sonido ya netamente hardcore. Simultáneamente, la escena de Tijuana se renovaba con bandas como Espécimen, que también publicaron sus primeras grabaciones en 1987, y Putrid Scum de Tlalnepantla, Estado De México, practicantes de grindcore (formados en 1989). Only For Madness los pueden buscar en Facebook.
Actualmente algunas de las bandas más representativas en la escena de la ciudad de México son Cadenaxo, Sacrificio, FZ-10, Anti-Sex, Desgrasia Jubenil, Apära y Malcría.

### Venezuela
La movida punk en Venezuela se inicia aproximadamente en 1981, en Caracas, con un grupo de jóvenes de clase media que tenían la posibilidad de viajar y traer discos y fanzines punk desde Estados Unidos y Europa; aun cuando no existía una escena punk en Venezuela para ese momento ya varias bandas estaban asumiendo el sonido, la estética y la actitud propias del movimiento punk, muy influenciadas por lo que sucedía en Londres, Boston, New York y California.
Dentro de la "Primera Ola" del punk venezolano, que explotó en 1983, podemos incluir a Sentimiento Muerto, La Seguridad Nacional , 4to Reich y Motin Hurbano. (También debemos incluir a Desorden Público y Zapato 3 en sus orígenes, la banda de mujeres Psh Psh y grupos mas efímeros como Sabotage, The Mess, LLDK y Sucia Sugestión), dentro de esta "Primera Ola" el 4to Reich se presenta como la primera banda Hardcore venezolana con el sonido más radical de esa primera camada y un repertorio de canciones rápidas, estridentes y muy cortas llenas de contenido social pero también ofensivas, influenciadas por el hardcore del Sur de California o SoCal, estos temas quedaron reflejados en 1985 en la primera grabación hardcore realizada en un estudio de grabación en Venezuela, titulada "Cerdo".
A ellos le sigue la "Segunda Ola" Hardcore punk venezolana, cuyo inicio lo podemos situar más o menos a finales de 1986, a partir de la primera disolución de 4to Reich, con bandas como Holocausto, Víctimas de la Democracia, En Kontra, Venezuela Hardcore, Apatia No, Odio Que? y Deskarriados entre otras. (en desarrollo).

### Colombia
La aparición del hardcore punk en Colombia se remonta a 1984 con los restos de bandas Punk como Tragedia, Pen-e y Mutantex que provenían de los barrios populares de Medellín. A lo largo de esta década hubo una gran proliferación de bandas tales como B.S.N, Tosigo social, Libra, Dexkoncierto, Lovaina, HP_HC, Pichurrias, Complot, Cuidado con las begonias, Rasix, Katalexia, Los Restos, Imagen, Crimen, Fértil Miseria, Antitodo, Impune, Infesto, Morgue, La Pestilencia, entre otras; todas influenciadas por agrupaciones de hardcore punk nacientes en Estados Unidos y Reino Unido, cuya estética, temática e ideología giraba en torno a un radical de inconformismo por lo establecido en la sociedad de esa época, reflejado así en las letras de las canciones.

#### Bogotá
A inicios de los noventa, apareció Sin Salida, que adoptaría un sonido similar al NYHC. No obstante, entre 1993 y 1995 aparecerían otras bandas como Exigencia, Pitbull, Ataque en Contra, Realidad Interna, Línea Recta, Zona Cero y Dar a cada uno lo que es suyo. Estas formarían lo que se llamaría la Unidad Real (UR) y el inicio del Bogotá Hardcore (SBHC) lo cual era una serie de bandas, personas unidas en una sola escena con ideas en común y una actitud propositiva y positiva hacia la vida.
El SBHC fue aumentando en número de bandas, nuevos conciertos y más adeptos. En ese entonces, la mayoría de toques se realizaban en el auditorio Macondo, al norte de la ciudad. Se vendían fanzines, discos y camisetas de diferentes bandas. Bandas como Ataque en contra y Pitbull marcaron un hito dentro de la escena HC bogotana con vigencia hasta nuestros días mientras otras vertientes se generaban en el ámbito político. Los primeros sellos discográficos de la ciudad, Dirección Positiva y Despertar Records, con nuevas bandas como Resplandor, Reacción Propia, Carácter, Abismo, etc.
Con las visitas de Earth Crisis a Rock al Parque en 1999 y de Shelter en 2000, se afianzó la escena y se mostraría como un lugar al que muchas bandas extranjeras podían acceder para darse a conocer al público Bogotano y Suramericano.
Las escenas argentina y mexicana también estaban en auge y con ellos se hicieron varias compilaciones de bandas de estos países, dando a conocer más el hardcore colombiano, especialmente el SBHC. Salen varios compilados “Hardcore Reality Colombia en tu Cara”, y el famoso “NYC/Bogotá Threath”, una compilación de dos bandas bogotanas, Exigencia y Zona Cero, con dos de New York, Indecisión y Step2Far, consolidando el SBHC y el Hardcore bogotano como movimiento y escena a tener en cuenta mundialmente.
En 2001 empezaría una nueva escena con bandas que mezclaban diferentes géneros y diferentes ideologías, (políticas, personales, ambientalistas) dándole a Bogotá una nueva forma de percibir y de escuchar el hardcore y a los nuevos chicos que ingresaban en la escena, música nueva con distintas ideas.
Para 2002 las bandas locales se reúnen con el apoyo de Dirección Positiva Records y Despertar HC para hacer realidad uno de los compilados mejor logrados denominado "Evolución Bogotá Hardcore", con 12 de las bandas más representativas de Colombia y sonidos contundentes, entre ellos: Ataque en contra, Dar a Cada Uno Lo Que Es Suyo, Abismo, Pitbull, Resplandor, Zona Cero, Carácter, Línea Recta, Reacción Propia.
La mitad de la década de 2000 trajo consigo nuevas bandas con un sonido fresco e innovador y tomaron fuerza otras, entre estas bandas se encuentran, Por la Gloria, El Sagrado, Res Gestae, Odio a Botero, Cuestión de Honor, Kontragolpe, Holy Family, Billy de Kid, Rectitud, Tras la Sangre, 2 Step (que después cambiaría su nombre a Steps). Algunas de estas bandas han servido de teloneros de bandas íconos mundiales del hardcore como Biohazard, Suicidal Tendencies, Agnostic Front, H2O, Madball, Bane, Have Heart, entre otras. Cabe destacar que Medellín también ha tenido buena escena de hardcore, desprendiéndose de esta ciudad una banda ícono de la escena colombiana como lo es Grito.
De ahí en adelante hasta nuestros días, la escena se ha consolidado en Bogotá y Medellín especialmente. Asimismo, surgen nuevas bandas y pequeñas escenas en la costa y ciudades como Cali, con nuevos chicos que apoyan la escena y renuevan el movimiento con ideas frescas y música, algunas otras bandas han acabado actividades y los nuevos sonidos siguen llegando, sin embargo, hay una notoria influencia del hardcore New York. Bandas como Free To Decide, Otra Alternativa, Vestra, No Dependiente, Lealtad a la Cru y demás, se pueden ver por lo menos una vez al mes en la ciudad. Ya en los festivales de Rock Al Parque es común ver una buena cantidad de gente apoyando el hardcore punk, por ende, es frecuente el cartel de al menos una o dos bandas de Hardcore de la ciudad e internacionales. Anualmente se realizan conciertos con bandas extranjeras del calibre de Agnostic Front o H2O, (repitiendo en Bogotá), así como de Hatebreed, Madball, Sick Of It All, Nueva Ética, Shaila, etc, lo cual refuerza la idea de que el Hardcore en Colombia está vivo y es uno de los movimientos que tienen muchos adeptos y seguidores en Colombia.

### Perú
El nacimiento del hardcore punk en Perú se remonta a la aparición de bandas como Combustible, Generación Perdida, Futuro Incierto, Voz Propia y sobre todo G-3, creando un circuito alterno al llamado rock subterráneo a finales de los años 80.

### Chile
El hardcore punk surgió a fines de los 80s, como una respuesta a la dictadura militar que hubo hasta 1990 y de la comercialización de bandas punk como Fiskales Ad Hok, Machuca, Los Miserables y Bbs Paranoicos, originados en Santiago. Su influencia se vio en diversas bandas underground a lo largo del país, de bandas como Ocho Bolas o Supersordo. De estos últimos, su primer álbum es considerado en el #11 de los 50 mejores discos chilenos, según Rolling Stone.
Ya a mediados de los años 1990, nacen bandas en el circuido santiaguino de diversas influencias, como del hardcore punk ochentero (Silencio Absoluto, Disturbio Menor), skate punk/hardcore melódico (Alternocidio, SND, Octopus) straight edges (Redención 9-11, Asunto, Fuerza de Voluntad, Distancia), NYHC (R.E.O., Combate) o más crusties (Enfermos Terminales). Gracias a espacios autogestionados (véase Taller Sol), posturas políticas (como anarquismo o marxismo), sellos discográficos independientes (Masapunk Records) generaron un crecimiento en la escena y un rol clave en la contracultura juvenil. También se registraron visitas de bandas internacionales como Los Crudos, Fun People, Vieja Escuela, Fugazi, Better Than a Thousand y Catharsis.
Ya llegado el nuevo siglo, se generaron más agrupaciones de diversas influencias, como Marcel Duchamp, Entrefuego, En Mi Defensa, Común y Corriente, La Miseria de tu Rosotro, Subir En Busca Del Aire y Asamblea Internacional Del Fuego. En la segunda mitad, destacaron otras como Contra Todos Mis Miedos, Tiempos de Honor, Remission, Valium, Empatía, Forsaken, Mano de Obra e Intenta Detenerme. Gracias a la masificación, esto se vio casi a la par en otras ciudades como Valparaíso, Talca y Concepción. Vacío 360 en Talca o Mentes Libres en Concepción.
Actualmente el hardcore punk se sigue manteniendo en el underground, con bandas de larga o corta duración que concretan giras (dentro y fuera del país) y ediciones en vinilo o casete.

### Argentina
El surgimiento de bandas del estilo hardcore punk en Argentina tuvo como epicentro Ciudad de Buenos Aires. Desde el barrio Catalinas Sur en La Boca, surgieron bandas como EDO-Existencia de Odio (1988), NDI-No Demuestra Interés (1990), BOD-Buscando otra Diversión (1990), DAJ-Diferentes Actitudes Juveniles (1991), que junto a Minoría Activa (1992) serían las principales bandas de la escena conocida como Buenos Aires Hardcore (BAHC) que a principios de los años 1990 tendrá en Zona Cyborg (San Telmo) y el Teatro Arlequines su principales lugares para recitales y punto de reunión para la juventud. Este momento de ebullición y crecimiento del estilo se materializó en la edición del compilado independiente Mentes Abiertas, la verdadera invasión, editado por el Sello Mentes Abiertas.
Paralelamente, en las periferias de la Ciudad de Buenos Aires y el conurbano surgieron bandas que si bien se apropiaron del estilo hardcore punk tendrán una impronta política más definida, al tocar y vincularse con organizaciones sociales y políticas y basar el armado de sus recitales y festivales en la vía pública como expresión de la filosofía del "hazlo tu mismo". En este grupo se puede incluir a bandas como Detenido Desaparecido (zona sur Gran Buenos Aires), La Banda del Cuervo Muerto (Monte Grande), Familia Asesina, Acción Directa (La Plata) y Os Mocos (Bragado). En sus primeros años, las primeras presentaciones en Buenos Aires de Loquero (1990) fueron con este grupo de bandas.
Mientras tanto, en el oeste del conurbano bonaerense también surgen bandas de hardcore con un vínculo y una impronta más cercana al metal. En Merlo a fines de los '80 surgen los ODR-Odiosa Discriminación Racial y en Moreno AEM-Asesinato en Masa. El gran crecimiento de bandas de hardcore punk en el oeste tuvo como materialización la creación del "Oeste Hardcore", que en el Club Social de Paso del Rey (Moreno) su centro musical y juvenil.
En Campana, norte de la provincia de Buenos Aires, surgieron los Anesthesia, banda liderada por Carlos "Nekro" Rodríguez, que luego de varios años de tocar junto a bandas de las distintas expresiones del hardcore de Buenos Aires, ganará popularidad y será la principal referencia del estilo luego de cambiar su nombre a Fun People (1989).

## Libros sobre hardcore
- Historias del Buenos Aires Hardcore, Julián Vadalá, Ediciones Tiempo de Cambio, 2009.
- American Hardcore: A Tribal History, Steven Blush.
- Hazlo tu Mismx, historias de hardcore punk en Buenos Aires, Carlos Sanabria y Andrea Leal, Editorial Madreselva, Inerme Libros, 2020.